# Orthacris ruficornis
Orthacris ruficornis är en insektsart som beskrevs av Bolívar, I. 1902. Orthacris ruficornis ingår i släktet Orthacris och familjen Pyrgomorphidae. Inga underarter finns listade i Catalogue of Life.